# Géry Déchin
Géry Augustin Déchin, né à Lille le 17 mars 1882 et mort pour la France à Metz le 26 avril 1915, est un sculpteur français.

## Biographie
Dernier frère de Jules Déchin, Gery Déchin est élève de Gabriel-Jules Thomas, de Jules Chaplain et de Louis Noël à l'École des beaux-arts de Paris. Géry Déchin obtient une mention honorable au Salon des artistes français de 1911 et est lauréat de l'atelier Wicar. 
Incorporé au 120e régiment d'infanterie comme lieutenant commandant de la 3e compagnie lors de la Première Guerre mondiale, il est grièvement blessé au combat à Pintheville le 12 avril 1915, initialement porté disparu et meurt en captivité le 26 avril à Metz.